# Carreirinho
Carreirinho, nome artístico de Adauto Ezequiel (Bofete, 15 de outubro de 1921 – São Paulo, 27 de março de 2009) foi um cantor brasileiro de música sertaneja raiz, autor de vários clássicos como "Ferreirinha" e "Boi Soberano".
Ficou conhecido por, junto com Zé Carreiro, integrar a dupla de sertanejo caipira Zé Carreiro & Carreirinho.
Morreu em 27 de março de 2009, aos 87 anos, em consequência de uma queda em sua casa.